# 5095 Escalante
5095 Escalante este un asteroid din centura principală de asteroizi.

## Descriere
5095 Escalante este un asteroid din centura principală de asteroizi. A fost descoperit pe 10 iulie 1983 la Stația Anderson Mesa de Edward L. G. Bowell. El prezintă o orbită caracterizată de o semiaxă mare de 2,43 ua, o excentricitate de 0,22 și o înclinație de 14,6° în raport cu ecliptica.